# Fame (canción de Irene Cara)
«Fame» (en español: «Fama») es una canción del año 1980 escrita y compuesta por los estadounidenses Michael Gore y Dean Pitchford respectivamente, para la película homónima, ganadora del premio Óscar a la mejor canción original de dicho año. En su versión original está cantada por la actriz Irene Cara.

## Descripción
La canción fue lanzada al mercado en junio de 1980 por la compañía discográfica RSO Records. Está clasificada como de género pop y Post-disco, con una duración de 3 min 48 s.
En la lista de las 100 canciones más representativas del cine estadounidense realizada por el American Film Institute quedó en el puesto número 51.